# 751
Năm 751 là một năm trong lịch Julius.